# Mikhail Gomorov
Mikhail Gomorov (en russe : Михаил ГОМОРОВ), né le 27 décembre 1898 à Moscou dans l'Empire russe et mort le 20 novembre 1981 à Moscou (Union soviétique), est un acteur russe.

## Filmographie
- 1923 : Le Journal de Gloumov (Дневник Глумова) de Sergueï Eisenstein
- 1925 : La Grève (Стачка) de Sergueï Eisenstein
- 1925 : Le Cuirassé Potemkine (Броненосец «Потёмкин») de Sergueï Eisenstein
- 1928 : Octobre (Октябрь : Десять дней, которые потрясли мир) de Sergueï Eisenstein (Comme assistant réalisateur)
- 1929 : La Ligne générale (Старое и новое) de Sergueï Eisenstein
- 1932 : Krylya (Крылья) (Comme réalisateur)

## Sources
- Article wikipedia russe